# Kollision in Korea
Kollision in Korea o Collision in Korea fue un evento de pago por visión producido por las empresas de lucha libre profesional World Championship Wrestling (WCW) y New Japan Pro Wrestling (NJPW). Tuvo lugar durante los días 28 y 29 de abril de 1995, pero no fue televisado en Norteamérica hasta 1996.
El segundo día del evento tiene el récord de asistencia más grande a un evento de lucha libre, con una audiencia declarada de 190,000. El primer día tiene el récord de la segunda mayor asistencia de la historia, con una audiencia declarada de 165.000. El periodista estadounidense de lucha libre Dave Meltzer informó diferentes números de asistencia de 150.000 y 165.000 respectivamente.
El boxeador retirado Muhammad Ali fue el invitado de honor del evento. Hidekazu Tanaka de NJPW fue el locutor del ring para el programa, mientras que Masao Tayama y Tiger Hattori arbitraron los combates. Eric Bischoff, Mike Tenay y Kazuo Ishikawa comentaron la presentación del evento de pago por evento de la WCW.
A partir de 2021, el evento es uno de los pocos PPV de WCW que no está disponible para transmisión en la red WWE. La colisión en Corea es uno de los temas tratados en la tercera temporada de Dark Side of the Ring de Vice TV, que debutará en mayo de 2021.

## Resultados
- Wild Pegasus derrotó a 2 Cold Scorpio (6:22)
  - Pegasus cubrió a Scorpio después de un "Diving headbutt".
- Yuji Nagata derrotó a Tokimitsu Ishizawa (4:28)
  - Nagata forzó a Ishizawa a rendirse con un "Nagata Lock II".
- Masahiro Chono y Hiro Saito derrotaron a El Samurai y Tadao Yasuda (8:06)
  - Chono cubrió a Samurai con un "Diving Shoulder Block".
- Bull Nakano y Akira Hokuto derrotaron a Manami Toyota y Mariko Yoshida (8:34)
  - Nakano cubrió a Yoshida después de un "Diving Leg Drop".
- El Campeón Peso Pesado de la IWGP Shinya Hashimoto y Scott Norton terminaron en empate por límite de tiempo (20:00)
  - Como resultado, Hashimoto retuvo el campeonato.
- Road Warrior Hawk derrotó a Tadao Yasuda (2:21)
  - Hawk cubrió a Yasuda después de un "Flying Clothesline".
- The Steiner Brothers (Rick y Scott) derrotaron a Hiroshi Hase y Kensuke Sasaki (11:51)
  - Scott cubrió a Hase después de un "Steiner Screwdriver".
- Antonio Inoki derrotó a Ric Flair (14:52)
  - Inoki cubrió a Flair después de un "Enzuigiri".
- Hito Saito derrotó a Yuji Nagata (5:29)
- Hiroshi Hase derrotó a Wild Pegasus (10:10)

- Flying Scorpio derrotó a Shinjiro Otani por decisión del árbitro  (2:37)
- Kensuke Sasaki derrotó Masa Saito (8:34)
- Akira Hokuto derrotó a Bull Nakano (8:04)
- Black Cat derrotó a El Samurai (4:58)
- Mashahiro Chono &Scott Norton derrotaron a Akira Nogami & Takayuki lizuka (8:40)